# Dubai (ciutat)
Dubai (àrab: دبيّ, Dubayy) és una ciutat capital de l'emirat de Dubai, i primera ciutat en població i importància econòmica dels Emirats Àrabs Units (la capital dels Emirats es Abu Dhabi). La seva població actual de l'àrea urbana és d'1.400.000 habitants, pràcticament la totalitat de la població de l'emirat, però es redueix a una xifra entorn d'un milió si s'exclou Jumeirah i Jebel Ali. Es considera la ciutat més moderna del món, amb nombroses torres i gratacels que inclouen el més alt del món, Burj Dubai.

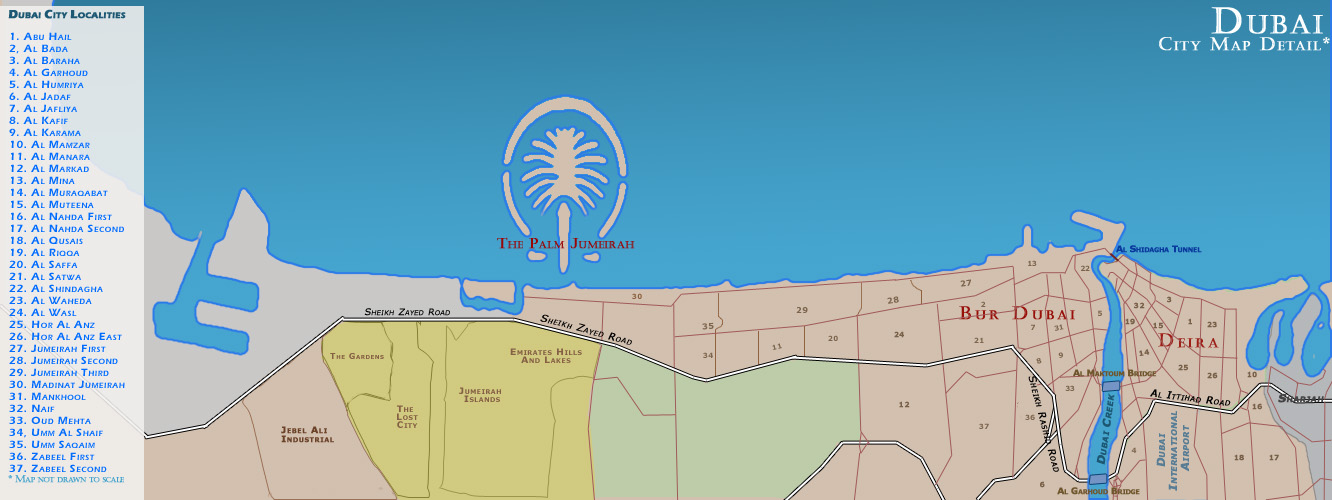
Mapa de Dubai

El seu port és el Port Rashid. Al sud-est de la ciutat hi ha l'Aeroport Internacional de Dubai. L'hotel de Burj al-Arab és un edifici dedicat a hotel, i és considerat el de més luxe amb qualificació de 7 estrelles. El parc de Dubailand en construcció superarà als de Disneyland i Disneyworld junts.
El seu creixement espectacular als darrers anys permet al país no ser depenent del petroli (que ara és menys del 5% del seu PIB). La construcció ha tingut un desenvolupament extraordinari ajudat probablement per la nova llei que permet als estrangers tenir propietats (no terra) a Dubai que ha substituït a les concessions per 99 anys. Dels sis milions de turistes l'any la pràctica totalitat passen per la ciutat i compren als seus Malls o zones comercials, entre els quals el més important és el Mall dels Emirats, seguit del Mall d'Ibn Battuta, i el més antic de Bur Juman, però que seran sobrepassats àmpliament pels dos grans malls en construcció, el Mall de Dubai i el Mall d'Aràbia. També es visiten els parcs d'oci com el Parc Mushrif (al desert) i el parc Safa, urbà; el Dubailand, un macroparc, és encara en construcció. Un metro (Metro de Dubai) en part subterrani al centre de la ciutat i per viaductes elevats en la resta, està actualment en construcció. L'expansió de la ciutat cap a la zona de Nou Dubai (a l'oest entre Dubai i Jebel Ali) es concentra principalment en la Carretera del Xeic Zayed i la Carretera dels Emirats.

## Geografia
Dubai està situada a la costa del Golf Pèrsic dels Emirats Àrabs Units i és més o menys al nivell del mar. El la costa del Golf Pèrsic és a la part occidental de l'emirat i la resta es troba directament al desert d'Aràbia. La ciutat forma una conurbació amb Xarjah i Ajman, a l'est, i amb Jumeirah i Jebel Ali a l'oest. A la costa s'han edificat o s'estan edificant projectes colossals: a la part de Jebel Ali, el Waterfront de Dubai, i l'illa Jebel Ali; a Jumeirah l'illa Jumeirah; a Dubai (entre Jumeirah i Port Rashid) "El Mon" un arxipèlag de 300 illes privades que juntes formen un mapa del món; i a l'altre costat del khor de Dubai, enfront del barri de Deira, l'illa de Deira. Les illes de Jebel Ali, Jumeirah i Deira formen el conjunt anomenat illes de la Palmera. La marina (Dubai Marina) és també la més important del món. Disposa de diverses zones franques especialitzades en diversos rams: Dubai Internet City, Dubai Media City, Dubai Knowledge Village, Dubai Healthcare City i Dubai Studio City.

## Clima
Dubai té un clima desèrtic. Els estius a Dubai són extremadament calorosos, ventosos i humits, sent el mes més calorós l'agost. La majoria dels dies són assolellats durant tot l'any i els hiverns són càlids. La temperatura més alta registrada a Dubai és de 52,1 °C i es va produir el juliol de 2002. Mai no s'hi ha registrat una temperatura inferior a 6,1 °C.

## Història
La menció més antiga de la qual es té constància de Dubai és al Kitab al-Mu'djam ma sta'djam d'Abu-Ubayd al-Bakrí, i el viatger venecià Gaspero Balbi va visitar la zona en 1580 i va mencionar la indústria de perles de Dubai (Dibei),
La fortalesa d'Al Fahidi fou construïda el 1799 dins de la ciutat com a residència del governant i refugi en cas d'atac. De 1822 és la primera descripció detallada i un mapa de Dubai, del tinent britànic Cogan, que va anotar que tenia una població d'unes 1200 persones i disposava d'un petit mur al voltant de la ciutat amb tres torres de vigilància i que les cases estaven fetes de fang. En 1841, una epidèmia de verola va comportar l'emigració a Deira, on es van començar a construir cases i mercats, fent-se més gran que Bur Dubai, però en 1894 un incendi va arrasar Deira, cremant la major part dels habitatges, i els més rics van començar a construir les seves cases de pedra de corall i guix, més resistent al foc. A principis del segle xx Dubai ja era un important centre comercial entre els ports de l'Àfrica occidental i l'Índia, però la introducció al Japó del cultiu de perles i l'esclat de la Segona Guerra Mundial van causar una recessió que al seu torn va provocar una forta emigració a Aràbia Saudita i Kuwait.
El 1966 es descobriren pous de petroli a 120 kilòmetres aigües endins del Golf Pèrsic, transformant completament el país. En la dècada de 1980 les autoritats dubaitís van decidir diversificar la seva economia usant els drets de les concessions petrolíferes resultant en l'increment del valor la propietat des de 2004 fins a 2006, iniciant-se projectes de desenvolupament immobiliari a gran escala però es va enfrontar a la bancarrota a finals de 2009 després de la punxada de la seva bombolla immobiliària.
La ciutat fou escollida el 2013 seu de l'Exposició Internacional de 2020, per la qual competia amb la ciutat brasilera de São Paulo.

## Demografia
La població tribal de Dubai, com la resta de la dels Emirats prové de les tribus àrabs del Iemen que van arribar a través d'Oman, i el centre i nord d'Aràbia, que van trobar assentaments anteriors en els llocs econòmicament viables pel pasturatge, la caça i la pesca, on hi havia probablement alguns grups nòmades que van quedar absorbits. El 1968 el Consell dels Estats de la Treva va organitzar el primer cens de població de Dubai i els cinc emirats del nord.
Segons les xifres del primer trimestre de 2013, dels 2.132.000 habitants de Dubai, 1,6 milions són homes i 511.000 són dones, amb una altíssima proporció d'expatriats que deixa els nacionals entre el 10 i el 15% de la població. Del total d'habitants, 1,2 milions estan casats i 336.000 divorciats.
| 1822  | 1940   | 1968   | 1985    | 1995    | 1998    | 2010      | 2013      |
| ----- | ------ | ------ | ------- | ------- | ------- | --------- | --------- |
| 1.200 | 20.000 | 58.971 | 370.000 | 674.000 | 783.000 | 1.978.000 | 2.132.000 |

Després de dècades d'immigració estrangera la població s'ha disparat, esdevenint una societat heterogènia, però per als nacionals, l'estructura bàsica de la seva societat tribal s'ha mantingut intacta, tot i els canvis econòmics, l'accés a habitatges moderns, l'educació i la salut han canviat molt, però el patró bàsic, la pertinença a una tribu local respectada o una família influent continua sent de primordial importància en la societat local.

## Govern
Rashid II bin Saeed Al Maktum, el xeic de Dubai establí el municipi de Dubai el 1954 en substitució del consell municipal, per organitzar la planificació de la ciutat, els serveis, i mantenir els equipaments locals. El president és Hamdan bin Rashid Al Maktoum, i disposa de departaments com el de carreteres, planificació, medi ambient, salut pública i afers financers. En 2003, el municipi va iniciar un projecte de govern per proveir nombrosos serveis a través del seu portal d'internet (dubai.ae).

## Economia

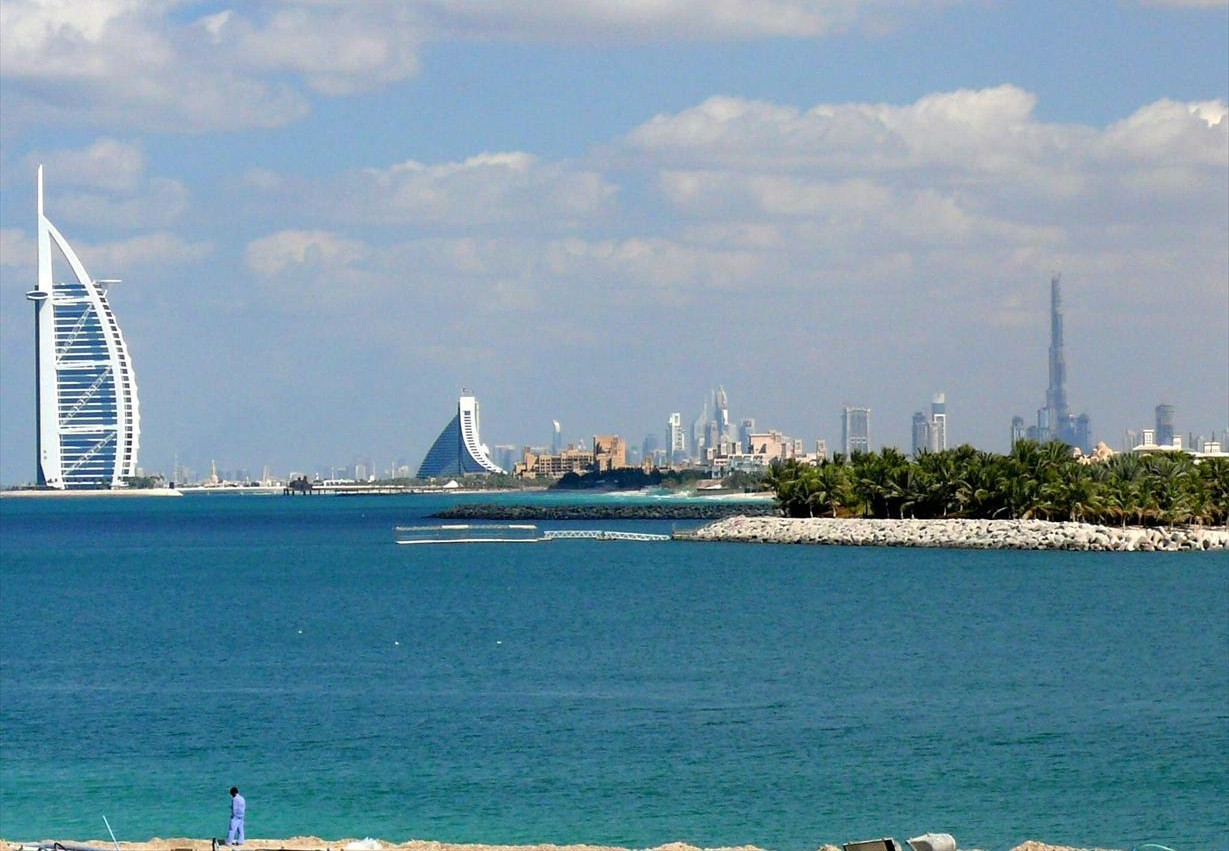
Skyline de Dubai en 2008

Com la majoria de les ciutats costaneres del Golf d'Aràbia, Dubai es va establir a prop d'un rierol amb aigua dolça, que proporcionava un port naturals, sent el mar era una forma convenient de transport, proporcionar aliments i perles. Històricament, Dubai era una ciutat en la ruta de caravanes que anava de l'Iraq a Oman, i amb la seva bessona a través del Dubai Creek, Deira (independent de la ciutat de Dubai en aquell moment), Dubai també era un port de trànsit per als daus que circulaven entre l'Índia, l'Àfrica oriental i la part septentrional del golf.
Eren importants ports d'escala per als fabricants occidentals i la major part de les activitats bancàries i financeres centres de la nova ciutat eren a la zona del port. Dubai va mantenir la seva importància com a ruta comercial les dècades de 1970 i 1980. Permetent el lliure comerç d'or, fins a la 1990 va ser l'eix del contraban d'or a l'Índia, on la importació d'or estava restringida.
En la dècada de 1980 les autoritats dubaitís, sabedores que el petroli no seria infinit, van decidir diversificar la seva economia, de depenent del petroli usant els drets de les concessions petrolíferes, al comerç, serveis i propietats orientades al turisme de més valor, resultant en l'increment del valor la propietat des de 2004 fins a 2006, iniciant-se projectes de desenvolupament immobiliari a gran escala han portat amb alguns dels gratacels més alts i els projectes més grans del món, com les Torres dels Emirats, el Burj Khalifa, les Illes de la Palmera, i l'hotel més alt del món, el Burj Al-Alam, però el mercat immobiliari de Dubai es va depreciar entre 2001 i 2008 i es van aturar les obres d'algunes obres com el Burj Al-Alam i algunes de les illes de la Palmera, i fruit de la caiguda del mercat immobiliari, que va empitjorar el 2009 amb la recessió global. La ciutat es va enfrontar a la bancarrota però es va recuperar amb un préstec per valor de 10.000 milions de dòlars concedit per Abu Dhabi, i el retorn dels inversors del Pròxim Orient i Europa de l'Est.
El turisme és una part important de l'estratègia del govern de Dubai per mantenir el flux de diners estrangers a l'emirat, sent el principal atractiu les compres i les atraccions antigues i modernes. Segons el trànsit aeri, en 2013, Dubai va ser la setena ciutat més visitada del món i la de creixement més ràpid, augmentant en una taxa de 10,7%, i l'Aeroport Internacional de Dubai és el de més trànsit internacional des de 2014. El Port de Jebel Ali, construït en la dècada de 1970, és el major port artificial del món i és setè a nivell mundial en volum de trànsit de contenidors.
Dubai ha posat en marxa diversos projectes importants per donar suport a la seva economia i desenvolupar els diferents sectors, incloent el Dubai Fashion 2020, el Dubai Studio City, Dubai Healthcare City, Dubai Internet City, Dubai Knowledge Village, Dubai Media City i el Dubai Design District, que s'espera convertir en la llar dels principals dissenyadors locals i internacionals.

## Transport

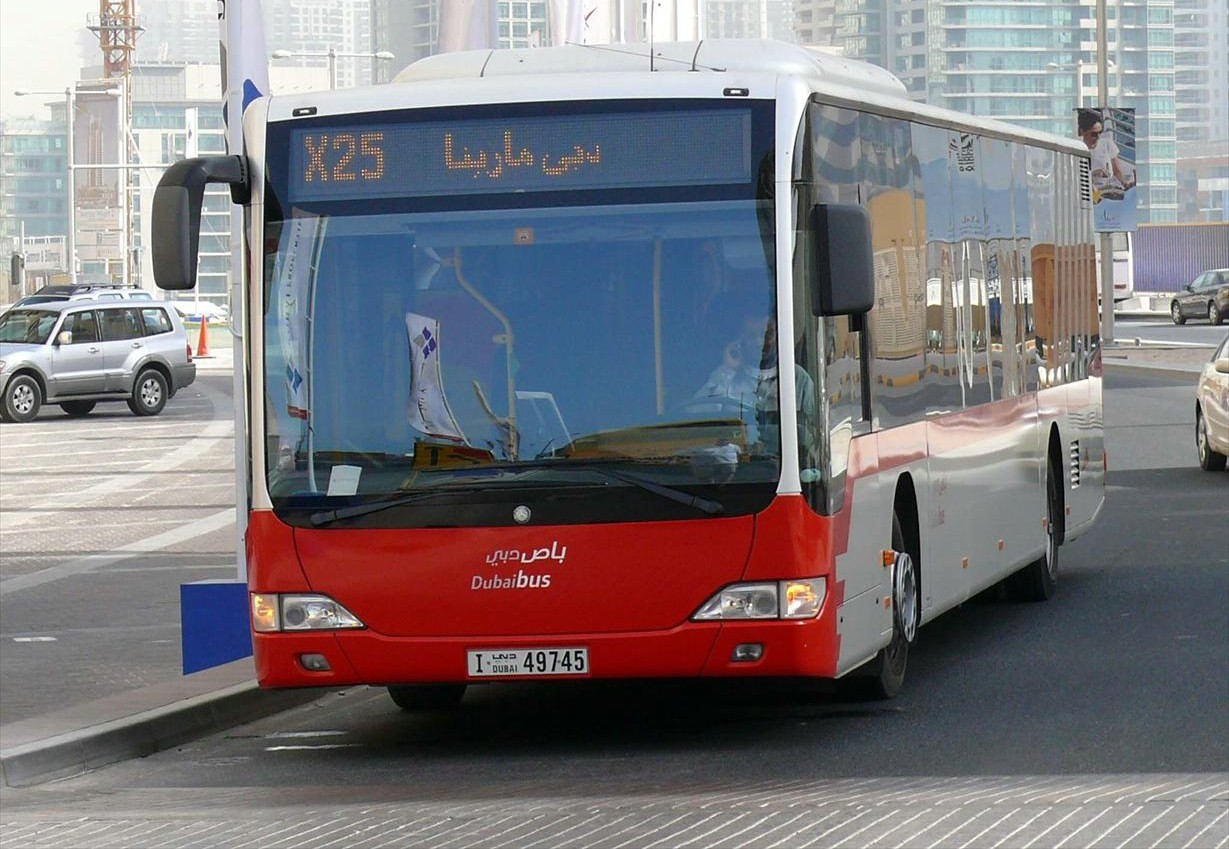
Un autobús a Dubai Marina

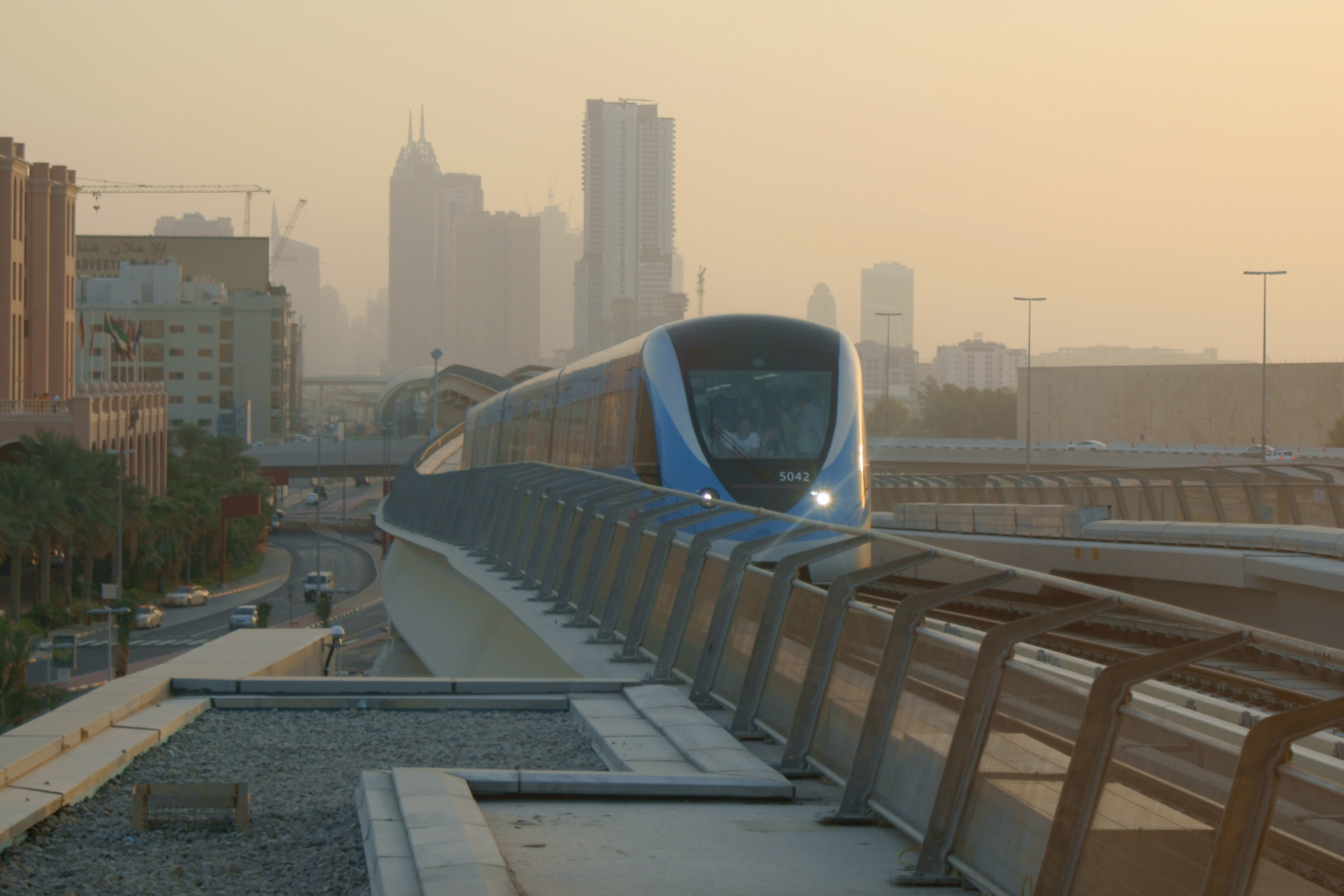
La línia vermella del Metro de Dubai, la primera de tota la península Aràbiga

Els transports a Dubai són controlats per la Roads and Transport Authority. El sistema de transport públic s'enfronta a una enorme congestió i problemes de fiabilitat que s'intenten resoldre amb un gran programa d'inversions, incloent-hi 70.000 milions AED per millores que s'han d'efectuar abans del 2020, data en la qual es preveu que la ciutat tingui una població de 3,5 milions. El 2009, segons les estadístiques del municipi de Dubai, hi havia aproximadament 1.021.880 automòbils en circulació. El gener del 2010 el nombre de residents que feren servir el transport públic fou igual al 6% de la població. Tot i que el govern ha invertit molt en les infraestructures viàries de Dubai, no ha seguit el ritme del creixent nombre de vehicles. Això, juntament amb el fenomen del trànsit induït, ha portat a creixents problemes de congestió.

### Metro
El metro de Dubai és una xarxa de metro sense conductor que serveix Dubai i de part de la seva àrea metropolitana. Es compon de dues línies, identificades amb diversos colors, per una llargada total de 74,6 km. La primera línia, la línia vermella, fou inaugurada el 2009 i la verda el 2011. Té 49 estacions, de les quals 11 són subterrànies i les altres circulen per viaductes. El projecte representa actualment el sistema ferroviari automàtic més llarg del món.

### Aeroports

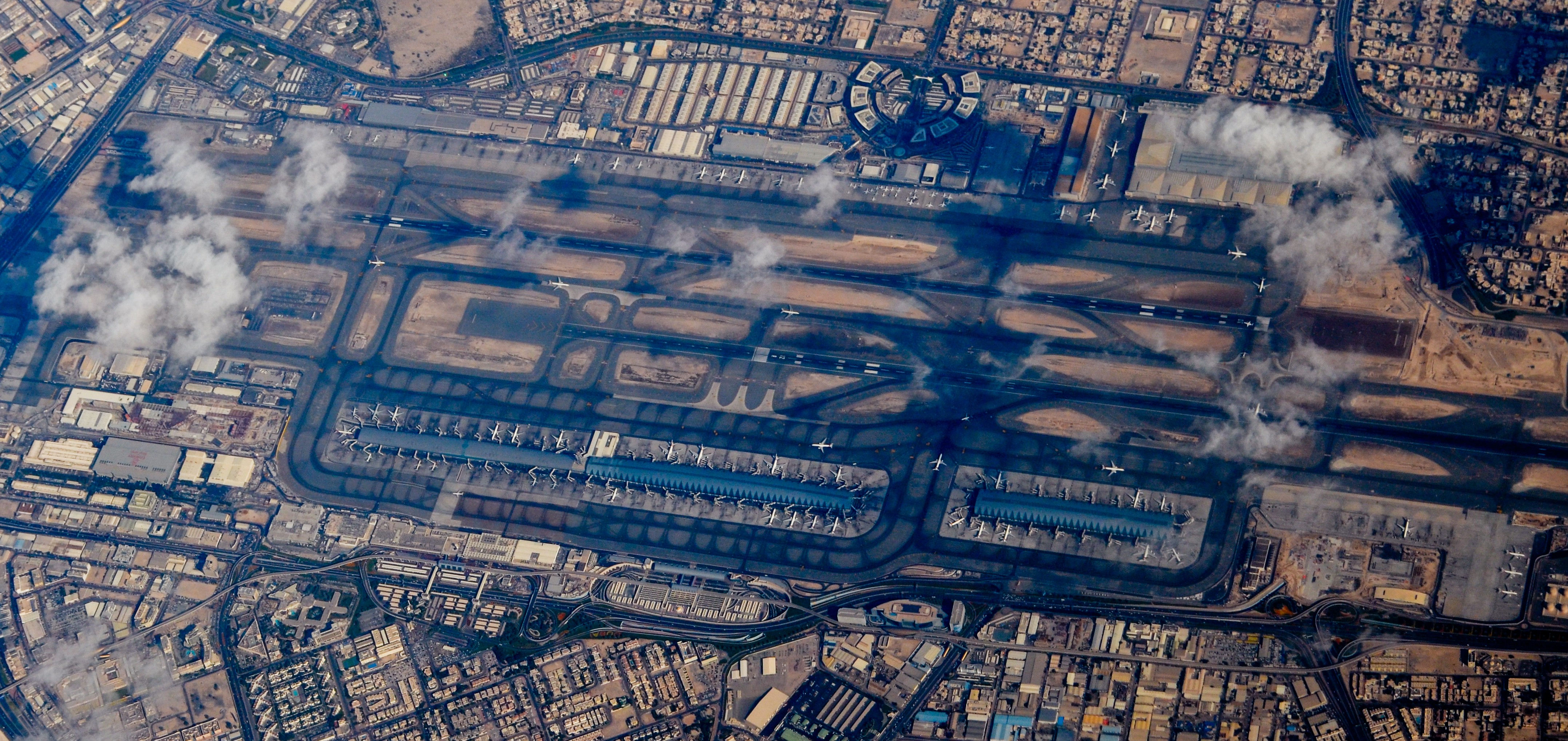
L'Aeroport Internacional de Dubai vist des del cel

L'Aeroport Internacional de Dubai és un important centre de transport aeri de l'Orient Pròxim i el principal aeroport de Dubai. Es troba al districte d'Al Garhoud, 4 km al sud-est de Dubai.
Aquest aeroport és la base principal de l'aerolínia Emirates i Emirates SkyCargo, l'aerolínia més gran de l'Orient Pròxim, Emirates gestiona el 60% de tot el trànsit de passatgers i representa el 38% de tots els moviments d'aeronaus a l'aeroport. L'Aeroport de Dubai és també la base de l'aerolínia de baix cost Flydubai. A data de juliol del 2010 hi havia més de 6.000 vols setmanals operats per 130 aerolínies a més de 215 destinacions a tots els continents excepte l'Antàrtida.
El 2011 portà un registre de 50,98 milions de passatgers, un augment del 8% respecte a l'any fiscal 2010. Això feu que l'aeroport fos el 13 més ocupat al món per trànsit de passatgers i el quart aeroport més ocupat del món per trànsit internacional de passatgers. A més de ser un centre important del trànsit de passatgers, l'aeroport fou el sisè aeroport amb més trànsit de càrrega al món, amb 3,27 milions de tones de càrrega l'any 2011. El nombre total de moviments d'avions comercials el 2011 fou 360.317. A data de gener del 2012, Dubai era el sisè aeroport més ocupat del món pel trànsit de càrrega i el 14è aeroport més ocupat al món per trànsit de passatgers. A causa de la gran quantitat de botigues a l'aeroport, aquest lloc és considerat el més gran en vendes lliures d'impostos del país, tot i que de fet els preus són més alts que en altres aeroports del món.
L'Aeroport Internacional de Dubai serà complementat amb l'Aeroport Internacional Al Maktoum, un nou aeroport de 140 km² que ajudarà a gestionar el flux de passatgers en el futur.

## Esports

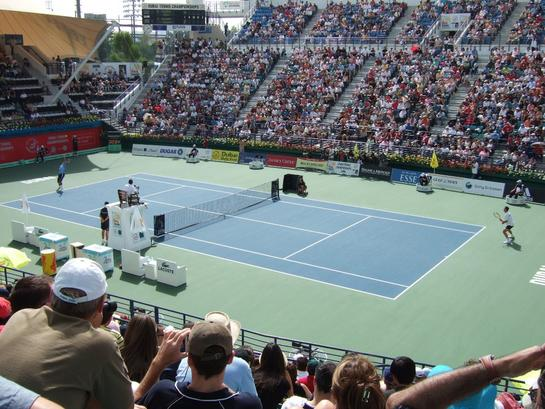
Aviation Club Tennis Centre

El futbol i el cricket són els esports més populars a Dubai. L'Al-Ahli Club Dubai i l'Al-Shabab Al-Arabi Club Dubai representen la ciutat a la Lliga dels Emirats Àrabs Units de futbol. Dubai allotja a l'Aviation Club Tennis Centre els tornejos de tennis Dubai Tennis Championships i Legends Rock Dubai, i els torneigs de golf Dubai Desert Classic i el Dubai World Championship, tots els quals atrauen estrelles de l'esport de tot el món. A Dubai també se celebra el torneig de rugbi Dubai Sevens, que forma part de la Sèrie Mundial de Sevens.
La Dubai World Cup, una cursa de cavalls pura sang, se celebra anualment a l'hipòdrom de Meydan. El 2009, Dubai va ser seu de la 2009 Copa del Món de Rugbi Sevens. Les Curses de Cotxes també són un gran esport a Dubai, i el Dubai Autodrome, que té una llicència de Grau 1 de la FIA, acull curses d'automòbils tot l'any.
El Tour de Dubai és una cursa ciclista professional per etapes que es disputa al mes de febrer. Es va crear el 2014 i forma part de l'UCI Àsia Tour amb categoria 2.1. L'edició del 2015 es va acabar davant del Burj Khalifa amb una victòria de Mark Cavendish a l'esprint.

## Ciutats agermanades
Dubai està agermanada amb Barcelona. Altres ciutats agermanades amb Dubai són: Detroit, Ginebra, Shanghai, Casablanca, Frankfurt, Guangzhou, Osaka, Beirut, Dundee (Escòcia), Gold Coast (Queensland, Austràlia), Moscou, Istanbul, i Damasc.
- Istanbul, Turquia
- Damasc, Síria
- Detroit, Estats Units
- Nova Delhi, Índia
- Barcelona, Catalunya
- Osaka, Japó
- Gold Coast, Austràlia
- Shanghai, Xina
- Casablanca, Marroc
- Ginebra, Suïssa
- Dundee (Escòcia)
- Madrid, Espanya